# Horisme scotodes
Horisme scotodes är en fjärilsart som beskrevs av Turner 1904. Horisme scotodes ingår i släktet Horisme och familjen mätare. Inga underarter finns listade i Catalogue of Life.